# Sidorejo Hilir
Sidorejo Hilir is een bestuurslaag in het regentschap Medan van de provincie Noord-Sumatra, Indonesië. Sidorejo Hilir telt 19.828 inwoners (volkstelling 2010).